# Dixa fujianensis
Dixa fujianensis är en tvåvingeart som beskrevs av Yang 2003. Dixa fujianensis ingår i släktet Dixa och familjen u-myggor. Inga underarter finns listade i Catalogue of Life.